# Psychonaut (australische Band)
Psychonaut ist eine australische Hard-Rock- und Heavy-Metal-Band aus Perth, die ca. 1999 gegründet wurde.

## Geschichte
Die Band wurde ca. 1999 gegründet und bestand aus dem Sänger und Gitarristen Mark De Vattimo (Voyager, Pathogen), dem Bassisten Stevie Vella und dem Schlagzeuger Theo Ongarezos. 1998 wurde letzterer durch Steve Hidden (ex-Allegiance) kurzzeitig ersetzt, ehe Ongarezos wieder zur Besetzung zurückkehrte. Im Jahr 2000 begann die Band mit den Arbeiten zum Debütalbum Masters of Procrastination!, die in den Pet Rock Studios in Perth mit dem Produzenten Leighton Hughes stattfanden. Daniel Estrin von Voyager steuerte hierbei Keyboardklänge bei. 2002 wurde Ongerezos durch Sebastian Giorgi ersetzt. Im Januar 2004 erschien über Prime Cuts Music Masters of Procrastination!, nachdem es von De Vattimo und Aidan Barton von Pathogen neu gemastert worden war. Im Mai 2005 kam Simone Dow als neue Gitarristin hinzu. Dow trat zur selben Zeit auch Voyager bei. Gegen Ende des Jahres verließ auch Vella die Band. Er wurde durch den 17-jährigen Alex Canion ersetzt. im Februar 2007 begann die Gruppe mit den Arbeiten zum zweiten Album, das The Sounds of Horror heißen sollte. Es erschien jedoch schließlich 2012 unter dem Namen Shock ’Em Dead!. In ihrer Karriere spielte die Band bisher unter anderem zusammen mit Death Angel, Exodus, Finntroll, Frankenbok, Lord und Armoured Saint und war auch 2013 auf dem Rock in Solo in Indonesien zu sehen.

## Stil
Laut Brian Fischer-Giffin spielt die Gruppe frechen, lauten und wilden Metal, der seinen Einfluss aus der Mitte der 1980er Jahre bezieht. Auf ihrem Facebook-Profil gibt die Gruppe Mercyful Fate, Loudness, Motörhead, Black Sabbath, Kiss, W.A.S.P. und Slayer als Einflüsse an. Quentin Kalis von chroniclesofchaos.com bezeichnete die Musik von Masters of Procrastination! als „delightful heavy retro rock“. Musikalisch tendiere die Gruppe eher stärker gen Rock und Punk als Richtung Metal und erinnere grob an Kyuss und sehr stark an Metalucifer. Als Einflüsse könne man Alice Cooper und The Misfits nennen. In den Liedern käme die Vorliebe der Gruppe für B-Movies zum Vorschein. Mitch Booth von metalobsession.net befand in seiner Rezension zu Shock ’Em Dead!, dass die Band Musik im Stil von Motörhead und eine Mischung aus Hard Rock und Speed Metal spielt. Das Lied False Metal handele vom Schreiben eines Metal-Songs, wobei es sich textlich an Manowar und Cannibal Corpse orientiert. Textlich orientiere man sich meist an Horrorfilmen.

## Diskografie
- 2004: Masters of Procrastination! (Album, Prime Cuts Music)
- 2012: Shock ’Em Dead! (Album, Firestarter Music)